# BLUE ブルー (映画)
『BLUE ブルー』（Derek Jarman's Blue）は、映画監督デレク・ジャーマンの遺作となった1993年のイギリスの映画。製作時、エイズによる合併症の末期状態にあったジャーマンは、ほぼ盲目であった。

## 内容
ジャーマンの映画作家としての最後のメッセージとなった本作品は、画面全体を覆う青の色彩をスクリーンに投影したのみの作品である。サウンドトラックとして、ジャーマンの思索と生涯をつづった散文の朗読とサイモン・フィッシャー・ターナーの音楽が映像に添えられている。
ジャーマン自身の病状、エイズで他界してしまった友人、病床で日々衰弱していく友人について語られるなかで、色彩を巡る思索がナレーションに織り込まれる。語り手は、本作を表現する色として、青という結論にたどり着く。淡々とした語り口と構成の単純さにもかかわらず、映画史上でも特出した感情表現の一つとなった本作は、ジャーマン自身とエイズで命を落とした全ての友人への鎮魂歌である。
色調から、イヴ・クラインへのオマージュとも言われる。

## 備考
イギリスでのテレビ放送時、チャンネル4は、レターボックスサイズで画面上下に黒い部分を入れて対応した。このテレビ初放送の際、チャンネル4の映像に合わせてBBC Radio3 がステレオ音声を同時放送するという試みも行われた。音声部分は、BBC Radio3が後にラジオ番組として独立させて放送し、サウンドトラックもCDでリリースされている。